# Aly Barghout
Aly Medhat Abde Barghout (ur. 3 marca 1998) – kanadyjski zapaśnik walczący w stylu wolnym. Srebrny medalista mistrzostw panamerykańskich w 2021. Wicemistrz świata juniorów w 2018 i panamerykański juniorów w 2017 i 2018 roku.
Zawodnik Concordia University.